# スティーブン・ゴーソープ
スティーブン・ゴーソープ（Stephen Gawthorpe 1958年7月4日 - ）は、イギリスのバーンズリー出身の柔道選手。階級は65kg級。身長178cm。

## 人物
1984年のヨーロッパ選手権65kg級で3位になったが、ロサンゼルスオリンピックでは5位に終わった。1985年の世界選手権では銅メダルを獲得した。1988年のソウルオリンピックには出場できなかった。

## 主な戦績
- 1984年 - ヨーロッパ選手権　3位
- 1984年 - ロサンゼルスオリンピック　5位
- 1985年 - 世界選手権　3位
- 1986年 - 東ドイツ国際　優勝
- 1987年 - オランダ国際　優勝
- 1988年 - イギリス国際　優勝